# Алексеевка (Бижбулякский сельсовет)
Алексе́евка (баш. Алексеевка) — деревня в Бижбулякском районе Республики Башкортостан Российской Федерации. Входит в состав Бижбулякского сельсовета.

## История
Статус деревня, сельского населённого пункта, посёлок получил согласно Закону Республики Башкортостан от 20 июля 2005 года N 211-з «О внесении изменений в административно-территориальное устройство Республики Башкортостан в связи с образованием, объединением, упразднением и изменением статуса населенных пунктов, переносом административных центров».

## География

### Географическое положение
Расстояние до:
- районного центра (Бижбуляк): 30 км,
- центра сельсовета (Аитово): 9 км,
- ближайшей ж/д станции (Приютово): 70 км.

## Население
| 2002 | 2009 | 2010 |
| ---- | ---- | ---- |
| 274  | ↗310 | ↘303 |

Национальный состав
Согласно переписи 2002 года, преобладающая национальность — русские (65 %).